# 克努特二世 (瑞典)
克努特·霍爾姆松（瑞典語：Knut Holmgersson 或 Knut Långe till Sko；？—1234年），被後世人稱為克努特二世，又被稱為高個子克努特。埃里克王朝的瑞典國王（1229年－1234年在位）。霍爾姆耶·菲里普松之子，霍爾姆耶·菲里普松是埃里克九世的幼子菲里普·埃里克松的兒子、克努特一世的侄兒，所以他仍被視為埃里克王朝的國王之一。

## 生平
父親霍爾姆耶·菲里普松與當時的權貴福爾孔家族結盟，勢力龐大。1222年3月10日，斯渥克爾王朝成員約翰一世在維辛索病逝，未婚無嗣，斯渥克爾王朝因此斷絕，由年僅6歲的埃里克王朝成員埃里克十一世被選為國王，由丹麥回國即位，克努特二世是他的遠房親戚，成為當時的首席攝政。但是1229年埃里克十一世在奧盧斯特拉之戰戰敗後被克努特二世所廢黜，克努特二世自稱為王。埃里克十一世出奔丹麥投靠舅父瓦爾德馬二世。1231年，克努特二世加冕，但是只統治至1234年便逝世。埃里克十一世回國復位，並統治至1250年逝世為止。
克努特二世的兒子霍爾姆耶·克努特松及菲里普·克努特松在父親逝世時被福爾孔家族干預而沒有繼承王位，他們仿統治耶斯特里克蘭長達13年。1247年，霍爾姆耶·克努特松聯合福爾孔家族起兵爭位，但是在恩雪半以北被同是福爾孔家族的攝政比爾耶爾打敗，他嘗試逃回耶斯特里克蘭時被俘，於1248年被處決。菲里普·克努特松其後亦於1251年反對比爾耶爾的謀叛中被殺。